# Distrito de Pacllón
El distrito de Pacllón es uno de los quince que conforman la provincia de Bolognesi, ubicado en el departamento de Áncash, en el Perú.
Limita por el Norte con el distrito de Huasta, por el Este con el departamento de Huánuco, por el Sur con el departamento de Lima y los distritos de Mangas y La Primavera y por el Oeste con el distrito de Chiquián.

## Creación política

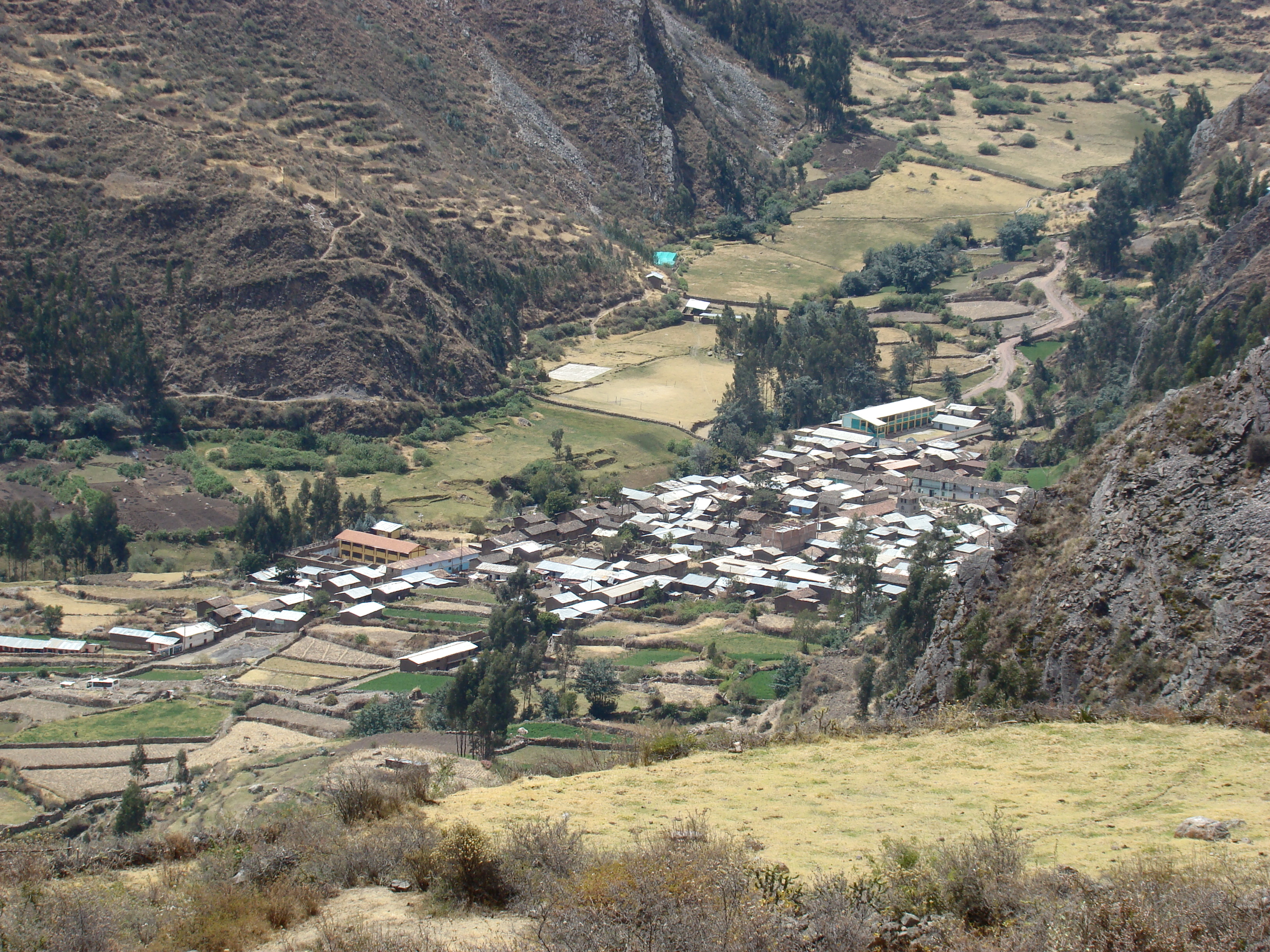
Vista de la localidad de Llámac.

El distrito fue creado el 28 de enero de 1863 mediante Ley sin número y tiene una población estimada mayor a 1993 habitantes. Su capital es el centro poblado de Pacllón.

## Toponimia
El nombre castellanizado 'pacllón' podría derivar de la desinencia del verbo, en lenguaje infantil, pakiy. Esto es de pakirqun ( se rompió) > pakirun > pakillun > pacllun > pacllón

## Geografía

### Vías de comunicación
- Subir de la costa hasta conococha, descender por la ruta a Chiquián hasta el río Pativilca, luego hascender hasta Pacllón a 3600 msnm.
- Una ruta alterna para evitar las subidas y bajadas sería seguir el curso del río Pativilca aguas arriba, hasta el puente Muri que da acceso al distrito de Llipa de este puente sigue la ruta hacia el distrito de Llaclla, continuando hasta el río Achin de Pacllón.

## Atractivos turísticos
- Nevado Yerupajá, con 6634 msnm es la segunda montaña más alta del Perú después del Huascarán, ubicada en la cordillera Huayhuash, a 15 km al oeste del centro poblado de Llamac. Uno de los nevado más difíciles de escalar por lo que ha ganado fama mundial y atrae a muchos escaladores del mundo. Ya se logró ascender por sus caras Sur y Oeste. El acceso a la cara oeste es a través de un difícil pero espectacular sendero desde las Lagunas Jahuacocha y Solteracocha que asciende a un glaciar extenso entre los Nevados Rasac y Yerupajá. El glaciar tiene 8.846 km² entre los 4400 y los 6617 msnm. Su campo base es la laguna de Solteracocha de la subcuenca Achin afluente del río Pativilca.[1]

- Nevado Jirishanca, imponente pirámide de hielo de 6094 msnm, es uno de los nevados más conocidos de la Cordillera Huayhuash, presenta dos picos denominados Jirishanca Chico (5446 msnm) y Jirishanca Grande (6094 msnm). El pico tiene una forma piramidal con paredes de pendiente muy pronunciada. Las caras son considerablemente escarpadas y solamente se aferran a ellas pequeños parches de hielo, son frecuentes las avalanchas. La ruta se inicia en la localidad de Chiquián de 3400 msnm, a 2:30 h de la ciudad de Huaraz. Está ubicado en la subcuenca del río Nupe, cuenca del río Marañón.[2]

- Sitio arqueológico Rarapunta
- Sitio arqueológico Ruquiash
- Sitio arqueológico Cruz Punta
- Pintura rupestre de Intipanawin

## Autoridades

### Municipales
- 2019 - 2022[3]
  - Alcalde: Adhemir Carrera Padilla, de Siempre Unidos.
  - Regidores:

  1. Guilmer Caqui Neira (Siempre Unidos)
  2. Tarcila Yanet Mendoza Albornoz (Siempre Unidos)
  3. Daifilia Rivas Esteban (Siempre Unidos)
  4. Richerd Lenin Cano Zambrano (Siempre Unidos)
  5. Willintong Rogelio Mendoza Rivas (Movimiento Acción Nacionalista Peruano)

Alcaldes anteriores
- 2015 - 2018:[4] Yerner Ramiro Huaranga Ocrospoma, del Movimiento Regional El Maicito.